# Фугалевич, Екатерина Валерьевна
Екатерина Валерьевна Фугалевич (укр. Катерина Валеріївна Фугалевич; при рождении Лазарева; род. 17 апреля 1986, Дрогобыч, Украинская ССР) — дизайнер одежды плюс-сайз, плюс-сайз-модель, соучредитель ТМ Ukreina, чемпионка Европы по тхэквондо (ИТФ).

## Биография
Екатерина Лазарева родилась 17 апреля 1986 года в городе Дрогобыч. В 1989 году по состоянию здоровья вынуждена была сменить климат, поэтому семья переехала в Гурьев (сейчас Атырау, Казахстан), но вскоре вернулась в Киев. Начала заниматься тхэквондо с 10 лет в 1996 году, в 1997 году заняла 1 место на чемпионате Киева. Имеет чёрный пояс 2 дан. В 2004 году выиграла чемпионат Европы по тхэквондо (ИТФ) и получила звание Мастера спорта Украины международного класса. В 2005 году закончила спортивную карьеру.
В 2012 году стала соучредителем и дизайнером бренда Ukreina, который ориентируется исключительно на женщин плюс-сайз. Неоднократно принимала участие в телепроектах в качестве участника и эксперта.

## Спортивные достижения
- Трёхкратная чемпионка Украины (2003-2005)
- Серебряный призёр чемпионата Европы (2002, Чехия)
- Бронзовый призёр Кубка Европы (2002, Санкт-Петербург)
- Серебряный призёр чемпионата Европы (2003, Словения)
- Чемпионка Европы (2004, София)
- Серебряный призёр чемпионата Европы (2005, Ирландия)

## Личная жизнь
С 2006 года замужем. Муж — Фугалевич Виктор Александрович, рантье.

## Телепроекты
- Ток шоу «Говорить Україна», на телеканале «Украина», 2014, эксперт.[6]
- Ток шоу «Говорить Україна», на телеканале «Украина», 2015, участница.[7]
- Ток шоу «Говорить Україна», на телеканале «Украина», 2015, эксперт.[8]
- Ток шоу «Суперинтуиция», на телеканале «Новый», 2015, участница.[9]
- Ток шоу «Корисна програма», на телеканале «Интер», 2020, эксперт.[10]